# کاکتوس‌های بندبند
کاکتوس‌های بندبند (نام علمی: Arthrocereus) نام یک سرده از زیرخانواده کاکتوس‌واریان است.